# (4378) Voigt
(4378) Voigt (1988 JF) – planetoida z grupy pasa głównego asteroid okrążająca Słońce w ciągu 4,38 lat w średniej odległości 2,68 j.a. Odkryta 14 maja 1988 roku.